# Тоттенхэм-Корт-роуд (станция метро)
«То́ттенхэм-Корт-роуд» (англ. Tottenham Court Road (Tottenham Ct.Rd.)) — станция глубокого заложения в метро Лондона. Расположена в районе Сент-Джайлс (Вест-Энд, Лондон). Впервые открыта 30 июля 1900 года. Находится на пересечении линий Northern и Central. Вход со стороны одноимённой улицы. Относится к первой тарифной зоне.

## Станция Северной линии
На Северной линии станция Тоттенхэм-Корт-роуд расположена между станциями «Лестер-сквер» и «Гудж-стрит». На станции нет украшений и есть небольшие прямоугольные окошки.

## Станция Центральной линии
Станция Тоттенхэм-Корт-роуд Центральной линии лондонского метрополитена украшена красивыми мозаиками, которые создал шотландский художник Эдуардо Луиджи Паолоцци.